# Assiginack
Assiginack – gmina (ang. township) w Kanadzie, w prowincji Ontario, w dystrykcie Manitoulin.
Powierzchnia Assiginack to 227,32 km².
Według danych spisu powszechnego z roku 2001 Assiginack liczy 931 mieszkańców (4,10 os./km²).